# Усть-Ижорская волость
Усть-Ижорская волость — одна из 17 волостей Петроградского (до 1914 года Санкт-Петербургского) уезда одноимённой губернии. Среди волостей уезда занимала крайнее юго-восточное положения, располагалаясь по обоим берегам Невы, выше Рыбацкой волости по правому и Новосаратовской волости по левому. Обе прибрежные части Усть-Ижорской волости были связаны друг с другом речными перевозами.
Административный центр — село Усть-Ижора.
В становом делении уезда Усть-Ижорская волость объединялась в 1-й стан с двумя волостями, из которых Парголовская располагалась по другую сторону Петрограда, а Средне-Рогатская была отделена от становой квартиры в Усть-Ижоре землями Московской волости. 
По данным на 1890 год крестьянские наделы в волости составляли 3594 десятин. В 2 селениях волости насчитывалось 338 дворов, в которых проживало 1864 души обоего пола, в том числе 908 мужчин и 956 женщин.